# Фамлє
Фамлє (словен. Famlje) — поселення в общині Дівача, Регіон Обално-крашка, Словенія. Висота над рівнем моря: 364,7 м.